# This Is Us (minialbum BtoB)
This Is Us – jedenasty minialbum południowokoreańskiej grupy BtoB, wydany 18 czerwca 2018 roku przez Cube Entertainment. Płytę promował utwór „Only One for Me” (kor. 너 없인 안 된다 Neo eobsin an doenda). Ukazał się w dwóch wersjach fizycznych: „See” oraz „Feel”. Sprzedał się w nakładzie 119 401 egzemplarzy w Korei Południowej (stan na grudzień 2018).

## Lista utworów
| CD | CD                                                                  | CD                                     | CD                                          | CD                            | CD      |
| Nr | Tytuł utworu                                                        | Tekst                                  | Kompozycja                                  | Aranżacja                     | Długość |
| -- | ------------------------------------------------------------------- | -------------------------------------- | ------------------------------------------- | ----------------------------- | ------- |
| 1. | „Call Me”                                                           | Ilhoon, IL, Minhyuk, Peniel            | Ilhoon, IL                                  | IL, Ilhoon                    | 3:16    |
| 2. | „Neo eobsin an doenda” (kor. 너 없인 안 된다, ang. Only One for Me) | Hyunsik, EDEN, Minhyuk, Peniel, Ilhoon | Hyunsik, EDEN                               | Hyunsi, kEDEN                 | 3:46    |
| 3. | „Yeah”                                                              | Ilhoon, Minhyuk, Peniel                | Ilhoon, Fuxxy, VINCENZO, Any Masingga       | Fuxxy                         | 2:58    |
| 4. | „Blue Moon”                                                         | Minhyuk, Peniel, Ilhoon                | Lee Min-hyuk, Yang Seun-guk, Yun Guk-hyeong | Yang Seun-guk, Yun Guk-hyeong | 4:01    |
| 5. | „IceBreaker”                                                        | Minhyuk, Peniel, Ilhoon                | KAIROS, samUIL                              | KAIROS, samUIL, Wes Koz, K.O  | 2:56    |
| 6. | „1,2,3”                                                             | Seo Jae-woo, Im Hyun-sik, Laeng Ssi    | Seo Jae-woo, Im Hyun-sik                    | Seo Jae-woo                   | 3:26    |
| 7. | „The Feeling”                                                       | Ilhoon, Minhyuk, Peniel                | Ilhoon, Fuxxy, VINCENZO, Any Masingga       | VINCENZO, Any Masingga        | 3:56    |

## Notowania
| Lista                   | Pozycja |
| ----------------------- | ------- |
| Gaon Weekly Album Chart | 2       |
| Gaon Yearly Album Chart | 37      |
| Five Music (Tajwan)     | 5       |
| Billboard World Albums  | 15      |